# Beam (Absynthe Minded)
Beam is een nummer van de Belgische indierockband Absynthe Minded uit 2017. Het is de tweede single van hun zesde studioalbum Jungle eyes.
"Beam" is een rustig indierocknummer. Het nummer leverde de band een klein hitje op in Vlaanderen, waar het de 6e positie haalde in de Tipparade.

## Tracklijst
- Muziekdownload

1. "Beam" - 3:39